# Baghatur
Bạt Đô, Ba Đồ hay Batu hay Baghatur (tiếng Mông Cổ ᠪ ᠠ ᠭ ᠠ ᠲ ᠦ ᠷ Baghatur/Ba'atur tiếng Mông Cổ Khan Kha: Баатар), tiếng Thổ Nhĩ Kỳ: Batur/Bahadır, tiếng Nga: Boghatir) thuật ngữ tiếng Mông Cổ và Mông Cổ-Thổ Nhĩ Kỳ dùng để chỉ một cách trân trọng về một danh hiệu vinh dự của người đàn ông mạnh mẽ, can đảm hay còn gọi là Dũng sĩ, Bạt Đô nghĩa đen có nghĩa là mạnh mẽ, nghĩa bóng là anh hùng hay chiến binh gan dạ, thiện chiến. Đặc sứ Giáo hoàng Plano Carpini đã so sánh danh hiệu Bạt Đô tương đương với các hiệp sĩ châu Âu.

## Lịch sử
Thuật ngữ này đã được sử dụng bởi các dân tộc du mục trên thảo nguyên của phía bắc và phía tây (Mông Cổ) của Trung Quốc vào đầu của thế kỷ 7 trong thời kỳ nhà Tùy. Nó được sử dụng rộng rãi trong khu vực sinh sống của người Đột Quyết trong thế kỷ thứ 8, và trong số những người Bulgars của đế chế Bulgary trong thế kỷ thứ 9.
Từ phổ biến trong số những người Mông Cổ đã trở thành một thuật ngữ đặc biệt phổ biến rộng rãi, như là danh hiệu vinh dự khi đế chế Mông Cổ dưới thời Thành Cát Tư Hãn đã bành trướng ra khắp thế giới vào thế kỷ 13, danh hiệu này tồn tại kế thừa, tại các Hãn quốc và Y Nhi hãn quốc của Húc Liệt Ngột và tiếp đó là trong triều đại của Thiết Mộc Lương (Tamerland).
Thuật ngữ Bạt Đô/Dũng sĩ được phổ biến rộng rãi trong thời Trung cổ nhiều ngôn ngữ gốc Thổ Nhĩ Kỳ này là kết quả của cuộc chinh phục của người Turco-Mông Cổ. Nó tồn tại ở nhiều ngôn ngữ như tiếng Bulgaria: Багатур (Bagatur), tiếng Nga: Богатырь (Bogatyr), tiếng Ba Lan: Bohater (có nghĩa là "anh hùng"), tiếng Ba Tư và Bắc Ấn Độ: Bahadur, và tiếng Gruzia: Bagatur, nó cũng được giữ gìn trong các ngôn ngữ gốc Thổ Nhĩ Kỳ hiện đại và ngôn ngữ Mông Cổ bằng các phiên âm như: Bahadır, của tiếng Tatar và tiếng Kazakhstan: Батыр (Batyr), Tiếng Uzbek và Mông Cổ: Baataar Batyr, tiếng Hungary: Bator, tiếng Tây Tạng: 'rtul hoặc "chiến binh và tiếng Mãn Châu: Baturu/Ba Đồ Lỗ

## Các dũng sĩ
Danh hiệu Baghatur hạn và các biến thể của nó như Bahadur, Bagatur hoặc các Baghadur, đã được phong cho những nhân vật lịch sử sau:
- Mặc Đốn, người thành lập đế chế Hung Nô.
- Baghatur Khã Hãn, Khã hãn của xứ Khazar, kh. 760.
- Bagatur Bagaina Sevar, một viên chỉ huy quân sự thế kỷ thứ 9 tại Bulgaria
- Dã Tốc Cai, cha đẻ của Thành Cát Tư Hãn, được gọi là Dũng sĩ Dã Tốc Cai
- Tốc Bất Đài danh tướng bất bại được phong danh hiệu này theo cuốn Mông Cổ bí sử.
- Bạt Đô, con của Truật Xích, Hãn quốc Kim Trướng
- Ilkhan Abu Said
- Bá Nhan, người Miệt Nhi, Công thần khai quốc của triều Nguyên
- Ô Mã Nhi hay Ô Mã Nhi Bạt Đô (Omar Baatur) viên tướng khét tiếng trong chiến tranh Mông Cổ và Đại Việt thế kỷ XIII.
- Hai vị hoàng đế Mughal đã được đặt tên là Bahadur Shah: Bahadur Shah Zafar Shah Bahadur I và Bahadur Shah Zafar Shah Bahadur II.
- Banda Bahadur Singh, một chiến binh người Sikh
- Stephen Bathory IX (1533-1586), Hoàng tử xứ Transilvania và vua của Ba Lan.
- Erdeni Batur, người sáng lập ra vùng Zunghar.
- Abulghazi, người cai trị của các khu vực Khiva,
- Marshal Sam Manekshaw, một người lính Ấn Độ được biết đến như "Sam Bahadur".